# A piece of life
『a piece of life』（ア・ピース・オヴ・ライフ）は、松たか子の4枚目のオリジナル・アルバム。2001年6月13日発売。

## 概要
前作『いつか、桜の雨に…』以来、1年3か月ぶりの本作は、自作曲を除くと川村結花、来生たかおなどを作家陣に迎えている。編曲は前3作を手掛けた武部聡志に代わり星勝、日向敏文、深澤秀行、佐橋佳幸、明星、金子飛鳥が手掛けている。CDパッケージはスリーブケース仕様。

## 収録曲
1. コイシイヒト 
  - 作詞：川村結花・松たか子／作曲：川村結花／編曲：深澤秀行
  - 12thシングル
2. 雨の色  
  - 作詞：坂元裕二／作曲・編曲：日向敏文
3. a bird 
  - 作詞：坂元裕二／作曲：川村結花／編曲：星勝
  - 11thシングル「優しい風」のカップリング
4. another birthday 
  - 作詞：松たか子／作曲：来生たかお／編曲：星勝
  - 12thシングル「コイシイヒト」のカップリング
5. 優しい風
  - 作詞・作曲：松たか子／編曲：星勝
  - 11thシングル
6. sha la la  
  - 作詞：松たか子／作曲：星勝／編曲：深澤秀行
7. PIANISSIMO 
  - 作詞：坂元裕二／作曲：松たか子／編曲：明星
8. ゆびさき 
  - 作詞：坂元裕二／作曲：松たか子／編曲：明星
9. a piece of life  
  - 作詞・作曲：松たか子／編曲：金子飛鳥
10. 沈丁花 
  - 作詞：松たか子／作曲：日向敏文／編曲：日向敏文・金子飛鳥